# Robert Bernos
Pour les articles homonymes, voir Bernos.
Pas d'image ? Cliquez ici

a Compétitions nationales et continentales officielles uniquement.

Robert Bernos, né le 29 décembre 1943 à Gelos (Pyrénées-Atlantiques), est un joueur et entraîneur français de rugby à XV qui joue au poste de pilier. Il fait ses débuts à la Section paloise avant de se révéler au FC Lourdes.

## Biographie

### Enfance et débuts
Robert Bernos naît le 29 décembre 1943 à Gelos, commune de l'aire urbaine de Pau. Il commence la pratique du rugby à XV à la Section paloise, en catégorie cadets et juniors.

### Carrière de joueur
En 1963, Bernos rejoint le club de la commune d'Arudy, l'Étoile sportive arudyenne, où il continue sa formation et commence à jouer en senior. Bernos poursuit sa carrière au FC Lourdes, un des clubs les plus prestigieux de l'époque. Il y joue avec certaines des meilleures équipes du pays, ce qui enrichit considérablement son expérience et son jeu. En 1966, Bernos retourne à la Section, où il continue de jouer à un haut niveau et de se faire un nom dans le rugby français aux côtés de Robert Paparemborde.
En 1970, Bernos rejoint le Stade saint-gaudinois, où il joue pendant quatre ans. Il contribue significativement aux performances de l'équipe et se distingue comme un joueur clé. Robert Bernos termine sa carrière de joueur à Bénéjacq. Pendant cette période, il assume également le rôle d'entraîneur-joueur, démontrant ainsi ses compétences en leadership et en stratégie avec l'obtention du titre Honneur du Béarn face au Gan olympique.

### Carrière d'entraîneur
Après avoir terminé sa carrière de joueur, Bernos commence sa carrière d'entraîneur à Bénéjacq, où il est responsable des avants. Cette première expérience en tant qu'entraîneur est couronnée de succès et pose les bases de sa future carrière. Bernos devient entraîneur des juniors de la Section paloise de 1977 à 1980.
De 1980 à 1982, Bernos entraîne les avants de l'Avenir aturin, à Aire-sur-l'Adour, où il lance Jean-Bernard Duplantier. Bernos et Jean-Paul Basly remportent la finale du Groupe B en 1982 face au CS Bourgoin-Jallieu. Auréolé de son titre, il est nommé entraîneur des avants de la Section paloise en 1982, de nouveau avec Jean-Paul Basly. Son retour est marqué par une amélioration notable des performances de l'équipe, avant d'être démis de ses fonctions en 1983. 
Bernos déménage à Montchanin en 1983, où il continue d'entraîner les avants du Stade montchaninois. Il y passe plusieurs années, consolidant sa réputation d'entraîneur compétent et respecté en remportant la finale du Groupe B face à la Section paloise. Le club est néanmoins relégué en 1991-1992.
Il entraîne également les avants du Biarritz olympique, aux côtés d'Alain Marot, de 1993 à 1994. Sa contribution au club est toutefois notable. Robert Bernos termine sa carrière d'entraîneur à l'Union sportive Tours rugby, jusqu'en octobre 1999.

### Après carrière
Robert Bernos est ouvrier spécialisé de profession. 

## Palmarès
- Vainqueur du Championnat du Béarn Honneur en 1975 avec le Bénéjacq olympique.